# Condado de Guingamp
Condado de Guingamp (Comté de Guingamp en francés y Comté de Gwengamp en bretón) es un título nobiliario hereditario que Luis XIV de Francia otorgó a Luis Alejandro de Borbón en 1711. Se extinguió en 1790 tras la abolición de los títulos nobiliarios del antiguo régimen durante la Revolución francesa y la muerte sin heredero de Luis Juan María de Borbón, segundo conde, en 1793. 
Durante el primer mandato de Luis XVIII en 1814 se restauran los títulos del antiguo régimen hasta 1824 durante el periodo de los 100 días en que Napoleón Bonaparte recuperó el poder. Durante este periodo pasó a ser propiedad de la hija de Luis Juan Maria de Borbón, Luisa Maria Adelaida de Borbón casada con Luis Felipe de Orleans. 
En 1848 se proclama la Segunda República Francesa y se vuelven a abolir todos los títulos nobiliarios. Durante el II Imperio de Napoleón III se vuelven a reconocer hasta 1870 tras proclamarse la III República. Actualmente están regulados desde 1986 por el Ministerio de Justicia a través de la Oficina de Derecho Civil General (Bureau du droit civil général).

## Historia
La villa de Guingamp, en bretón (Gwengamp), es una localidad y comuna francesa situada en la región de Bretaña, perteneciente al departamento de Côtes-d'Armor. Es la subprefectura del distrito y la cabecera del cantón de su nombre.
Tiempo atrás, la comuna de Penthièvre fue reducida al pequeño condado de Guingamp.
Guingamp es conocida por haber participado en la revuelta de los sombreros rojos o revuelta de los papeles en 1675. Tres sublevados fueron ahorcados en la villa.
- Datos: Q8461241